# الاحتجاجات السنغالية 2021
الاحتجاجات السنغالية 2021 هي سلسلة من الاحتجاجات الجماهيرية ضد اعتقال زعيم المعارضة عثمان سونكو، بسبب مزاعم الاغتصاب. بدأت الاحتجاجات في جميع أنحاء السنغال في 3 مارس، عندما تجمّع المئات للاحتجاج على اعتقال زعيم المعارضة. نزل الآلاف إلى الشوارع خلال الأيام الثلاثة التالية وتم تقييد الإنترنت للحدّ من الاحتجاجات.

## الخلفية
بدأت الاحتجاجات بعد اعتقال زعيم المعارضة بعد مزاعم اغتصاب تلميذات. ونفى أي مزاعم وادعى أن الرئيس ماكي سال يحاول اعتقاله. دعا إلى احتجاجات دعما للمعارضة، كما دعا إلى حركة مناهضة للحكومة. جاءت الاحتجاجات تحت شعار (Trop c'est trop)، أي (لقد طفح الكيل) .
بدأت الاحتجاجات الأولية والإضرابات العامة مع مظاهرات مناهضة للإغلاق بين 5 ز 13 يناير في بيكين (السنغال) [الإنجليزية] ويوف وداكار، ممّا خلّف اشتباكات مع الشرطة التي أطلقت الغاز المسيل للدموع. تحوّلت الاحتجاجات في البلاد إلى أعمال عنف بين 8 و 10 فبراير، عندما اشتبك المُحتجّون مع الشرطة بعد توجّههم للبرلمان.

## الاحتجاجات
يوم الأربعاء 3 مارس، اندلعت احتجاجات صاخبة في داكار وانتشرت في جميع أنحاء البلاد، للمطالبة بالإفراج عن زعيم المعارضة. بعد يومين من الاحتجاجات ضد اعتقاله، تجمّع الآلاف في مكتب الرئاسة واشتبكوا مع شرطة مكافحة الشغب وقوات الأمن، التي أطلقت قنابل الغاز المسيل للدموع والرصاص المطاطي لتفريق الاحتجاجات المتزايدة المناهضة للحكومة.
استمرّت الاحتجاجات على الرغم من أعمال العنف في جامعة داكار يوم الجمعة، 5 مارس، حيث قُتل مابين 2 و 4 متظاهرين خلال حركة الاحتجاج الجماهيري. تكثفت المظاهرات في اليوم التالي، حيث شارك المئات في مسيرات خارج السجن الذي يوجد به عثمان سونكو.